# Fakhr al-Din II
Fakhr al-Dīn II (in arabo فخر الدين الثاني بن قرقماز‎?, Fakhr al-Dīn al-thānī b. Qorqmāz, italianizzato in Faccardino; Baʿklīn, 1572 – 13 aprile 1635) è stato un principe libanese.

## Biografia

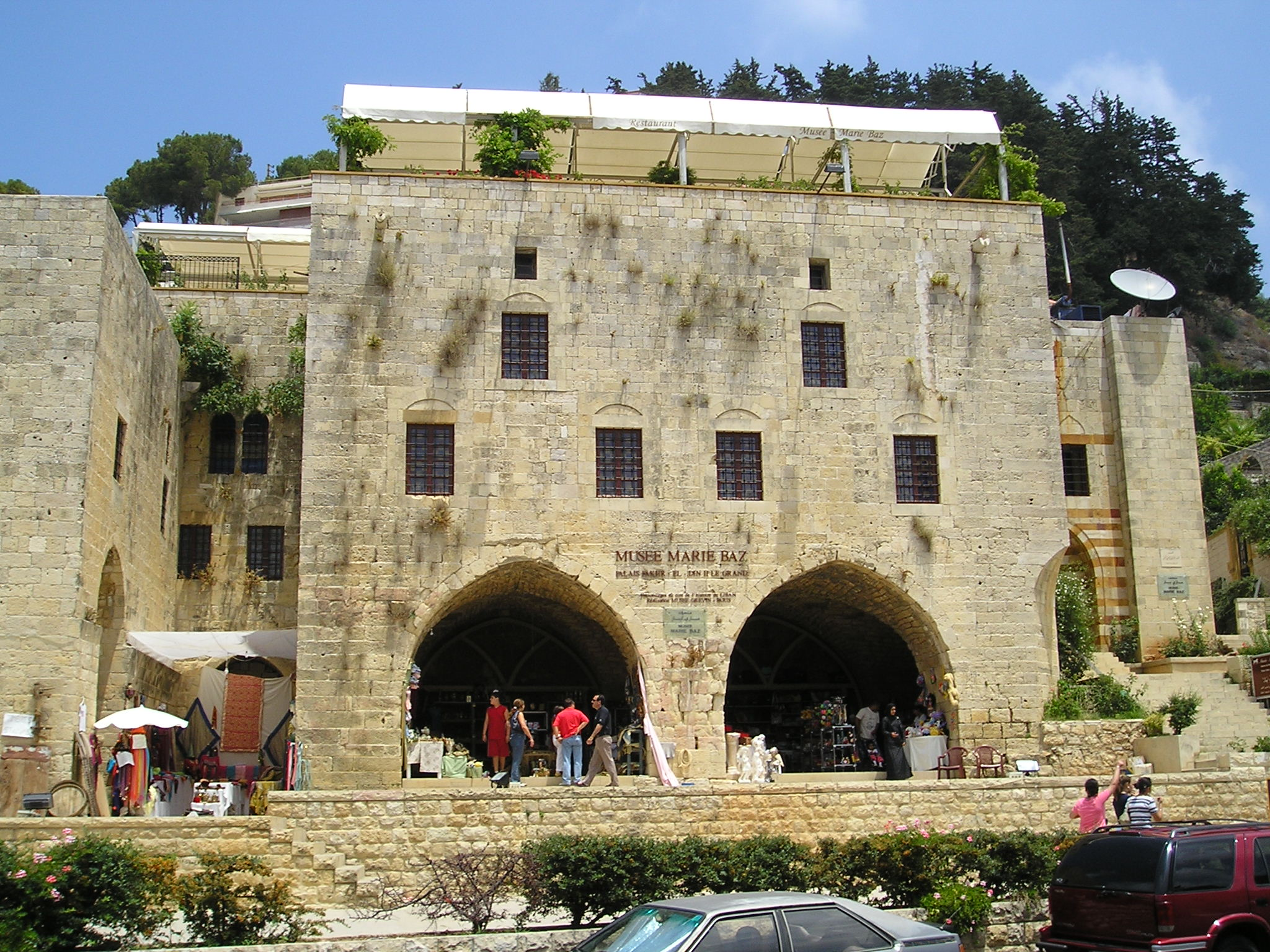
Palazzo di Fakhr al-Dīn II a Deyr al-Qamar

Figlio del principe Qorqmāz, della dinastia drusa dei Maʿn che aveva governato lo Shuf dal 1120 al 1623, e della principessa Nassab, fu allevato (a causa dell'assassinio nel 1585 del padre, compiuto dagli Ottomani) nel villaggio di Ballune dallo sceicco Ibrāhīm Abū Sakr, un importante cristiano (maronita cattolico) del clan feudale dei Khazen. La sua infanzia a Ballune favorì il suo credo, osservando la diversità e il pluralismo tipico della Montagna libanese.
Fakhr al-Dīn lavorò con grande impegno per recuperare i domini paterni, unendo differenti signori libanesi sotto di sé e combattendo gli oppositori (che facevano capo all'emiro ʿAlam al-Dīn), prendendo nel 1591 il controllo delle loro terre e unendo le differenti regioni del Libano sotto la propria autorità, venendo riconosciuto nel 1593 come legittimo successore del padre.
Forte della sua alleanza con l'elemento maronita, riuscì ad allearsi con Murād Pascià di Damasco, ampliando con abilità suoi territori e prendendo possesso col beneplacito di Murād Pascià non solo di Sidone (eretta a sua capitale), ma anche della fertile pianura della Beqāʿ.

Nel 1598 anche Beirut fu annessa ai suoi domini, sempre grazie al consenso di Murād Pascià. Il Sangiaccato di Safad fu invece comprato e le sue fortezze di Arnūn (Beaufort) e di Ṣubayba, furono restaurate.

Nel 1605 sconfisse il suo nemico Yūsuf Sayfā - padrone delle regioni settentrionali libanesi e odiato dai maroniti - a Jūniye, incorporando anche il Kisrawān.
Nel 1608 strinse una alleanza con il Granducato di Toscana. L'alleanza comprendeva una parte pubblica riguardante l'economia e una parte segreta, di carattere militare.
La popolarità di Fakhr al-Dīn e l'ideologia nazionalista erano temute dagli Ottomani, che autorizzarono Aḥmad al-Ḥāfeẓ, signore di Damasco e nemico di Fakhr al-Dīn, ad attaccare il Libano nel 1613, in collaborazione con Yūsuf Sayfā, in modo da ridurre il crescente potere dell'Emiro libanese.
Dovendo affrontare l'esercito di al-Ḥāfeẓ costituito da 50.000 uomini, con una forza insufficiente, malgrado i suoi alleati libanesi, Fakhr al-Dīn preferì l'esilio in Italia (1613-1618), dove fu ricevuto in Toscana dalla famiglia Medici, lasciando lo Stato nelle mani del fratello Yūnus e del figlio ʿAlī. L'esilio non condusse l'esercito dei Maʿn alla resa, tanto che esso mantenne le posizioni, resistendo agli attacchi, fino a che il principe Yūnus portò a termine un negoziato diplomatico, riuscendo a far cessare il conflitto, accompagnato dal ritiro dell'esercito di al-Ḥāfeẓ.
In Toscana, Fakhr al-Dīn, ospite del granduca Cosimo II de' Medici, cercò di pianificare un'azione militare con l'aiuto dei Medici, che però gli fu negato in quanto una tale operazione era al di là delle possibilità del Granducato. L'Emiro rinunciò all'idea capendo che una simile operazione avrebbe potuto portare a un'occupazione del Libano da parte delle forze toscane. La sua permanenza in Italia al tempo gli consentì di conoscere comunque i fermenti culturali del XVII secolo e di apprezzarli.
Nel 1618, cambiamenti politici nell'Impero ottomano rimossero molti dei nemici di Fakhr al-Dīn, segnando il ritorno trionfale dell'Emiro in Libano, dove egli attuò alcune importanti riforme. In campo civile (inaugurando, ad esempio, la prima tipografia, affidata alla competenza dell'elemento maronita, oltre a incoraggiare sacerdoti gesuiti e suore cattoliche perché aprissero scuole in tutto il paese, in grado di colmare in parte il gap con un Occidente europeo in via d'industrializzazione) ma anche riprendendo il suo impegno militare, grazie al quale fu in grado di vendicarsi di Yūsuf Sayfā, di attaccare la roccaforte di ʿAkkar, di distruggendo i suoi palazzi e di riprendere il controllo dei suoi territori, riconquistando ciò che era stato costretto a cedere nel 1613: da Sayda (Sidone) a Tripoli, alla Valle della Beqa', per citarne solo alcuni. Creò in tal modo un "Grande Libano" che prosperò economicamente e culturalmente, grazie tra l'altro all'intesa islamico-cristiana di cui fu convinto assertore.
Nel 1623, il principe fu tradito però dal signore di Harfush che, in combutta con Muṣṭafā Pascià, signore (Mirmiran) di Damasco, lo attaccò nella battaglia di Majdal ʿAnjar, in cui le forze di Fakhr al-Dīn - comandate da uno dei più prestigiosi uomini d'arme dell'epoca, Bassam al-Sukkariyya (14 maggio 1580–13 aprile 1667)- nonostante fossero inferiori numericamente riuscirono a catturare il Pascià e a garantire all'emiro libanese e ai suoi alleati una vittoria militare estremamente importante.
Nel 1624, Fakhr al-Dīn ottenne il soprannome Sulṭān al-barr ("Sultano del territorio"), assegnatogli dal sultano turco che gli concesse il controllo di una larga regione che si estendeva da Aleppo a nord fino a Gerusalemme a sud.
Tuttavia, tempo dopo, gli Ottomani sempre più con disagio il crescente potere del principe e le sue relazioni con l'Europa cristiana. Le promesse fatte alla famiglia Medici riguardo al principe del Libano furono ignorate. Nel 1632, Ahmet Kuçuk fu nominato governatore di Damasco. Rivale di Fakhr al-Dīn e amico del sultano Murad IV, questi ricevette l'ordine (fruendo dell'appoggio delle navi della flotta sultanale) di attaccare il Libano e di deporre Fakhr al-Dīn.

Il principe decise di restare in Libano e resistere all'offensiva, ma la morte del figlio ʿAlī a Wadī al-Taym fu l'inizio della sua disfatta. Più tardi trovò rifugio in una grotta di Jezzīn.
Fakhr al-Dīn infine si recò al cospetto del Sultano e riuscì a difendersi abilmente e a ottenere il permesso di rientrare in Libano.
Ma la questione era solo apparentemente risolta. A Istanbul, il 13 aprile 1635, il Sultano fece infatti uccidere Fakhr al-Dīn e i membri della sua famiglia. Questo pose termine a un'era di autonomia sostanziale del Libano, che recuperò (ma solo formalmente) la sua autonomia solo con l'istituzione della repubblica nel 1920 e, sostanzialmente, al termine della Seconda guerra mondiale, con la fine del Mandato francese.